# Powiat Shima (Fukuoka)
Powiat Shima (jap. 志摩郡 Shima-gun) – dawny powiat w Japonii, w prefekturze Fukuoka.

## Historia[1]

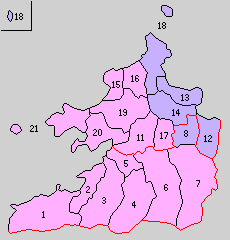
Powiat Shima (11–21 – 1889 r.)

W pierwszym roku okresu Meiji na terenie powiatu znajdowało się 49 wiosek.
Powiat został założony 1 listopada 1878 roku. 1 kwietnia 1889 roku powiat został podzielony na 11 wiosek: Maebaru, Imajuku, Imazu, Motooka, Nogita, Sakurai, Hatae, Oda, Kaya, Kofuji i Keya.
1 kwietnia 1896 roku powiat Shima został włączony w teren nowo powstałego powiatu Itoshima. W wyniku tego połączenia powiat został rozwiązany.